# Werner Peters
Werner Peters, född 7 juli 1918 i Werlitzsch, Sachsen, död 30 mars 1971 i Wiesbaden, Västtyskland, var en tysk skådespelare.
Werner Peters var utbildad vid Altes Theater i Leipzig 1935–1937 och scendebuterade 1937. Han filmdebuterade 1947 och arbetade fram till 1955 för DEFA. Hans mest uppmärksammade filmroll under denna tid blev huvudrollen som opportunisten Diederich Heßling i filmatiseringen av Heinrich Manns Undersåten 1951. För rollen tilldelades han senare DDR:s nationalpris. Från 1955 arbetade han i Västtyskland där han gjorde flera filmroller som ondskefulla män. Han kom också att medverka i internationella produktioner där han ofta fick spela tysk officer.

## Filmografi, urval
- 1948 – Farligt vittne
- 1949 – En kvinnas offer
- 1949 – Människor i Berlin
- 1951 – Undersåten
- 1955 – Hotel Adlon
- 1956 – Söndagsbarnet
- 1957 – Djävulen kom om natten
- 1958 – Flickan från storstaden
- 1958 – Rosemarie – glädjeflickan
- 1959 – Rosor till åklagaren
- 1960 – Doktor Mabuses 1000 ögon
- 1962 – Maskerad agent
- 1964 – 36 timmar
- 1965 – Det stora slaget
- 1966 – En skön galenskap
- 1970 – Ljudet från kristallfågeln